# Магле, Фредерик
Фредерик Ризен Магле (датское произношение: [ˈfʁeðˀʁek ˈmɑwlə]; родился 17 апреля 1977 года) — датский композитор, концертный органист и пианист. Он пишет современную классическую музыку, а также слияние классической музыки и других жанров. Его сочинения включают оркестровые произведения, кантаты, камерную музыку и сольные произведения (в основном для органа), в том числе написал несколько композиций по заказу датской королевской семьи. Магле приобрел репутацию органного виртуоза, а также композитора и исполнителя, который не воздерживался от экспериментальных проектов, часто с импровизацией, граничащих с джазом, электронной музыкой и другими неклассическими жанрами.
Среди его наиболее известных произведений-концерт для органа и оркестра «Бесконечная секунда», пьеса для духового квинтета «Lys på din vej» («свет на твоем пути»), написанная к крестинам принца Николая, «Надежда»(англ. The Hope (дат: Håbet) для духового оркестра и хора, симфоническая сюита «Кантабиле» (англ. Cantabile) и сборник импровизаций для органа под названием «Как пламя» (англ. Like a Flame).

## Биография
Фредерик Магле родился в Стуббекёбинге, в семье актрисы и писательницы Мими Генрих и органиста, художника и скульптора Кристиана Ризена Магле (1925—1996). Он является внучатым племянником композитора Эмиля Ризена. Признанный вундеркиндом, он появился на телевидении и в средствах массовой информации в возрасте 9 лет.
Магле получил образование в качестве частного ученика у Лейфа Тибо. С шести лет его обучали игре на фортепиано, чтению партитур и теории музыки. В возрасте 16 лет он был принят в Королевскую Датскую консерваторию, где преподавал теорию музыки Ингве Ян Треде, но через полтора года решил покинуть музыкальную академию, объяснив это тем, что "не может одновременно учиться в консерватории и самостоятельно работать композитором. Позже он заявил, что это решение «было трудным, и нужно было многое обдумать», но он не жалел об этом.
В 1993 году он получил стипендию графини Эрны Гамильтон. В 1994 году в качестве органиста он выиграл датские отборочные туры и национальный финал конкурса молодых музыкантов «Евровидение». Он был одним из восьми финалистов  конкурса 1994 года, которые были отобраны для участия в Европейском финале, проходившем в концертном зале филармонии в Варшаве, Польша, 14 июня 1994 года. Он исполнил органный концерт Франсиса Пуленка, но не попал в тройку призёров. Польские организаторы изначально планировали провести отборочный тур в другом месте, но перенесли его в филармонический зал (где находится орган), чтобы Магле мог принять участие.
Отец Магле умер в 1996 году, незадолго до первого исполнения рождественской кантаты Фредерика Магле «Новорожденный ребёнок, перед вечностью, Боже!» (англ. A newborn child, before eternity, God!), которая посвящена ему. Магле был удостоен премии Freemason’s Arts Prize в 2001 году. В 2006 году он стал владельцем интернет-форума классической музыки «Talk Classic».

## Музыка

### 1985—1999
Первое публичное исполнение одной из композиций Фредерика Магле, состоялось пасхальным утром 7 апреля 1985 года в церкви в родном городе Стуббекёбинге, где детский хор исполнил сочиненный им Пасхальную хвалебную песню. Два года спустя, в 1987 году, шесть его гимнов с текстами его матери Мими Генрих, были исполнены актрисой и певицей Энни Биргит Гард на концерте в церкви Люнгби, и в том же году он впервые выступил по телевидению. В 1988 году в церкви Грундтвига в Копенгагене состоялась премьера двух его крупных произведений — кантаты «мы боимся» и мини-мюзикла "Рождественский ребёнок " — перед аудиторией в 2000 человек. Он начал сотрудничать со скрипачом Николаем Цнайдером в 1990 году, и они вместе исполнили ряд концертов. Позже Цнайдер дал первый концерт вариаций Магле для скрипки и фортепиано в Концертгебау, Амстердам, с пианистом Даниэлем Гортлером: «Путешествие во времени», описывает «своеобразные сцены или музыкальные образы» с использованием резких диссонансов, сложных ритмов и драматических переходов и тематических образований.
В 1993 году, Фредерик написал музыку для экспериментального театрального спектакля Der Die Das театральной группы Hotel Pro Forma под руководством Кирстеана Дехльхольма. Этот спектакль был исполнен на 4-м международном танцевальном фестивале в Мюнхене. Также в этой постановке участвовали: архитектор Томас Визнер, скульпторы Андерс Крюгер и Франс Якоби, художник Томас Лахода и художник по костюмам Аннет Мейер; он был представлен как современный «Гезамткунстверк», включающий архитектуру, искусство, музыку и перформанс.

Концерт Магле для органа и оркестра "Бесконечная секунда" был впервые исполнен и записан в 1994 году, на 3-м Международном музыкальном фестивале в Домском соборе, оркестром латвийской филармонии под управлением Дзинтара Йостса и с самим Фредериком Магле в качестве солиста органа. Рецензент журнала Berlingske Tidende, Стин Стинсен описал органный концерт как "долгий процесс от тьмы к свету", тонально "основанный во французской школе органной музыки". Запись была выпущена на CD в 1996 году, вместе с его второй симфонией для органа Let there be light (да будет свет), премьера которой состоялась также в Домском соборе в 1993 году. Культурный журналист Якоб Левинсен писал:

...в то время как его музыка кажется вполне условной с точки зрения традиционных музыкальных правил, таких как предпочтение арочных форм и относительно консервативное использование свободной тональности с точки зрения мелодии и гармонии, то, что можно было бы назвать драматическими персонажами его музыки, очень определенно развивается из специфических возможностей самого церковного органа. Это касается часто встречающегося контраста между очень яркими и очень темными тембрами, между четко очерченными мелодическими линиями и тесно сплетенными звуковыми полями, между огромными колоннами аккордов и энергично движущимися узорами ритма. И это касается также двух доминирующих способов структурирования его музыки (...) постепенное нарастание динамических напряжений путем добавления все новых и новых слоев звука, резкие изменения между светом и тьмой, силой и спокойствием, ясностью и завуалированностью. В том числе смелость расширить некоторые параметры до крайностей – например, когда ритмический рисунок становится настолько плотным, что почти размывает контуры фигур, участвующих в нем, и остается только контур движения...

- Якоб Левинсен

Рождественская кантата "Новорожденное дитя, перед вечностью, Боже!" первый спектакль был показан в 1996 году по заказу "Культуры 96" (Kulturby 96) - Культурная столица Европы 1996 года. В 1997 году она была выпущена на CD.
В 1995—1996 годах Магле сочинил симфоническую Lego Fantasia в трех частях для фортепиано и симфонического оркестра по заказу Lego Group. Премьера состоялась 24 августа 1997 года на концерте в часовне Святого Георгия лондонским филармоническим оркестром под управлением Дэвида Парри и самого Фредерика на фортепиано. В 1998 году, те же исполнители записали эту работу для компакт-диска, выпущенного Lego Group. Также в 1998 году Магле было поручено написать работу для Amnesty International: он сочинил Flammer for Frihed (пламя за свободу) для соло-фортепиано. В книге была напечатана статья с тем же названием, содержащей эссе 24 датчан (включая премьер-министра Поуля Нюрупа Расмуссена, бывшего премьер-министра Поуля Шлютера, и других). Под редакцией Моники Риттербанд книга была издана к 50-летию всеобщей декларации прав человека.
22 ноября 1998 года кантата Магле "К Святой Цецилии" для солистов, хора, детского хора и камерного оркестра была впервые исполнена в новой глиптотеке Карлсберга в Копенгагене. В следующем году она была записана и выпущена на альбоме cæciliemusik (Музыка для Святой Цецилии) датским Cæciliekoret (хор Цецилии) под управлением Гуннара Свенссона с солистами Биргитте Эверлоф (сопрано), Тувой Семмингсен (альт) и Йоргеном Дитлевсеном (бас). Текст кантаты принадлежит автору Ибену Крогсдалу; основанный на истории Святой Цецилии, умершей ужасным образом за свою христианскую веру, она была описана как "умеренный модернизм" с особым "датским тоном" и прозрачным камерным музыкальным инструментарием.

### С 2000 по настоящее время
В 2001 году его работа "Надежда" (The Hope) для духового оркестра, хора, органа и ударных инструментов, была впервые исполнена во время празднования 200-летия Копенгагенского сражения. Композиция была заказана Адмиралом датского флота совместно с Реформатской Церковью в Копенгагене, где 1 апреля состоялась премьера. "Надежда" впоследствии была записана и выпущена Королевским датским военно-морским флотом на альбоме: Søværnet Ønsker God Vind (The Royal Danish Navy Wishes Godspeed) (Королевский датский военно-морской флот желает счастливого пути) в 2005 году.
Датские органные строители Фробениус заказали новую работу Магле к своему столетнему юбилею в 2009 году. Премьера произведения Фредерика, рапсодии для органа Viva Voce, состоялась на двух гала-концертах 12-14 мая 2009 года в соборе Орхуса и церкви Вангеде в сотрудничестве с Джиллиан Вейр.
В октябре того же года в церкви Йорлунде был торжественно открыт новый трубный орган. Магле создал его технические характеристики и тональный дизайн после того, как старый орган был потерян в огне пять лет назад, находясь на складе, и дал торжественный концерт 8 ноября. В 2010 году он выпустил двойной альбом свободных импровизаций Jørlunde-organ, Like a Flame. Отзывы об альбоме были преимущественно благоприятными, MusicWeb International  описал его работу как: "очень творческие, иногда дальновидные, удивительно несложные", но язвительная рецензия в датском органном журнале ORGLET утверждала, что это традиционные хоровые формы вместо свободной импровизации. Один критик пожаловался на то, что альбом слишком длинный-больше двух часов. Органист, джазовый пианист и композитор Хенрик Серенсен защищал свободную импровизационную форму Магле в статье в датском органном журнале Orgelforum.
В 2011 году Магле сочинил Allehelgenmesse (All Hallows Mass)(Все Святые Мессы), предназначенную для исполнения на службе всех Святых в первое воскресенье ноября, где люди приходят помянуть родственников, умерших в прошлом году. Текст был написан автором гимнов Ибеном Крогсдалом и пастором Мортеном Сковстедом. Эта месса, финансируемая датским министерством по делам церкви, была размещена в свободном доступе в интернете. После выступления в церкви святого Николая, музыкальный критик назвал эту музыку "интимной" и "завершенной".

## Работа на датскую королевскую семью
```
Кантабиле
 (симфоническая сюита)
```

Магле играл на органе во время крестин принца Николая в замке Фреденсборг в 1999 году и впервые исполнил свою композицию Lys på din vej (свет на вашем пути) для органа и духового квинтета с духовым ансамблем Королевской датской гвардии в качестве постлюдии. Lys på din vej был выпущен на альбоме с тем же названием в следующем году, который получил смешанные отзывы, особенно критикуемый газетой Politiken за то, что онj состоялf из "бесконечных повторений одного и того же мелодического материала без развития". Эта пьеса была перезаписана в 2013 году духовым ансамблем Королевской датской гвардии в новой версии на их альбоме Nordisk Musik (Nordic Music). На крестинах принца Феликса, в церкви Møgeltønder в 2002 году состоялась премьера еще одного произведения Фредерика Магле в качестве постлюдии.
Фредерик сочинил симфоническую сюиту "Кантабиле", на стихи принца Хенрика Датского (принц-консорта).

## Кроссоверы и совместные работы
Первый диск Фредерика, Sangen er et eventyr-Sange over H. C. Andersens eventyr (песня – сказка, песни, основанные на сказках Ганса Христиана Андерсена) 1994, года был записан с джазовым контрабасистом Нильсом-Хеннингом Эрстедом Педерсеном, джазовым пианистом Нильсом Лан Доки, перкуссионистом Алексом Риелем, трио Рококо и вокалистом Томасом Эйе. Он также участвовал в работе над авангардным альбомом Hymn to Sophia 2005 года джазового саксофониста Джона Чикаи, где он импровизировал на органе с Чикаи и перкуссионистом Петером Оле Йоргенсеном.
В 2011 году Магле сочинил симфоническую музыку для альбома Elektra датской хип-хоп группы Suspekt. Эмиль Симонсен из Suspekt охарактеризовал вклад Магле как: "существенный для разработки нового альбома" и охарактеризовал Фредерика Магле как: "один из величайших музыкальных источников вдохновения", с которым группа работала. Сотрудничество получило положительные отзывы в датской прессе, причем газета Jyllands-Posten назвала трек "Nyt Pas" от Elektra: "светящимся оркестровым хип-хопом со зрелыми амбициями", а музыкальный журнал Gaffa, описал контрасты между классическими композициями Фредерика Магле и хип-хопом Suspekt как: "крайние противоположности, которые помогли сделать вечер особенным" в своем обзоре. Оркестровая музыка была записана в Концертном зале Рудольфинум в Праге.
Фьюжн-произведение "Полифония" Фредерика, сочетающая рок-музыку с современной классической музыкой, была опубликована в австралийском учебнике музыки In Tune With Music, написанном Яном Доррикоттом и Алланом Бернисом в 2013 году.

## Перечень работ
Это выборочный список основных работ Магле, включая все, что было записано по состоянию на 2014 год.

### Оркестр
- Концерт для органа с оркестром The infinite second (1994)
- Lego Fantasia для фортепиано и оркестра, по заказу Lego (1995—1996)
- Восход нового дня (1998) Rising of a new day (1998)
- Lys på din vej (Light on your path) - оркестровая версия (1999—2000)
- Кантабиле, симфоническая сюита, состоящая из трех симфонических стихотворений для оркестра, хора и солистов (2004—2009)

### Хор
- We Are Afraid (Мы боимся) кантата для хора, флейты, кларнета, перкуссии, струнных, фортепиано и органа (1988)
- Der Die Das, опера для 2 солистов и хора (1993)
- A newborn child, before eternity, God! (Новорожденный ребенок, перед вечностью, Боже!). Рождественская кантата, для духового оркестра, хора, солистов, органа и ударных инструментов (1996)
- Cantata to Saint Cecilia (Кантата к светой Цецилии) для солистов, хора, детского хора и камерного оркестра (1998)
- The Hope (Надежда) для духового оркестра, хора, органа и ударных инструментов, написанная в память о битве при Копенгагене (2001)
- Phoenix (Феникс) для смешанного хора и органа или фортепиано в четыре руки (2003)
- Allehelgenmesse (All Hallows Mass) для сопрано, хора, виолончели и органа (2011)

### Песни и гимны
- 30 гимнов (1985)
- 20 песен по мотивам сказок Ганса Христиана Андерсена (1986—1992)

### Орган
- Симфония для органа № 1 (1990)
- Симфония для органа № 2 Let there be light (Да будет свет) (1993)
- Фантазия для органа Forårssol (1999)
- Cantilena (Кантилена) (2003)
- Viva Voce (2008)
- В Blive (To Become) (2009)
- Like a Flame (Как пламя), 22 пьесы для органа (2009—2010)

### Пианино
- Flammer for Frihed (Огонь свободы) (1998)

### Камерная музыка
- Lys på din vej (Light on your path) (свет на пути) для органа и брасс-квинтета, написанных для крещения принца Дании Николая (1999)
- Вариации на тему Rejse i Tid (Journey in Time) (путешествие во времени) для скрипки и фортепиано (1999)
- Decet Dage og Nætter  (Days and Nights) (дни и ночи) (1999)
- Интермеццо для духового квинтета (2001)
- Dåbens Pagt (пакт о крещении) для духового квинтета, написанного для крестин принца Феликса датского (2002)
- Самая прекрасная из роз (Den Yndigste Rose), фанфары для двух труб и органа (2017)
- "Lament" (Плач) для скрипки и органа (2017)